# لته‌سر
لته‌سر یا دارورچین گونه‌ای از سازه‌ها در معماری ایرانی است.
این‌گونه ابنیه در اکثر نقاطی که دسترسی به چوب زیادتر است مانند جنگل‌ها ونواحی کوهستانی بنا می‌شوند. دارورچین از سه لغت دار یعنی درخت، ور به معنی پهلو و چین به معنی چیدن تشکیل شده‌است.
طرز اجرا به این صورت است که پس از چیدن الوارها، یک خرپای چوبی به روی ساختمان قرار می‌دهند و روی آن را با قطعات چوب که بروی هم قرار می‌گیرند پوشش می‌دهد. در این گونه ابنیه به ندرت پنجره تعبیه می‌شود و نور آفتاب و جریان هوا از بین درز الوارها و در ورودی به ساختمان وارد می‌شود. در زمستان اندود کاهگل بین درزها می‌مالند تا گرمای داخل بنا حفظ شود.